# Unión Magdalena
Unión Magdalena es un club de fútbol colombiano de la ciudad de Santa Marta, capital del departamento de Magdalena, fundado el 19 de abril de 1953. Actualmente juega en la Primera División del fútbol profesional colombiano. 
Fue el primer equipo de la Región Caribe en ser campeón del fútbol colombiano, en el año 1968, además de ser primero de la Región Caribe en ir a un torneo internacional representando al país en la Copa Libertadores 1969.
Su rival histórico es el Junior de Barranquilla con quien disputa el denominado Clásico costeño.

## Historia

### Inicios
El 10 de marzo de 1951 fue fundado el Deportivo Samarios, precursor del actual Unión Magdalena. En esa temporada, Samarios logró la mayor goleada en la historia del Fútbol colombiano, un 12-1 sobre Universidad Nacional. La temporada siguiente fue la última de Samarios, ocupando el puesto 11 del campeonato.
En las temporadas 1953  y 1954 el Unión Magdalena estuvo en las posiciones intermedias del campeonato. Para 1954 el Unión se retiró faltando una fecha para concluir el torneo, siendo este el precedente de la desafiliación del equipo en 1955. En 1956 el equipo regresó al Profesionalismo ocupando el último lugar del torneo (casilla 13 con ocho puntos), a pesar de haber contratado 32 jugadores para afrontar el torneo. Al año siguiente, el equipo cambió 22 jugadores y ocupó el séptimo lugar del torneo antes de desafiliarse nuevamente de la División Mayor del Fútbol Colombiano en 1958. El año siguiente Unión regresó al campeonato, y durante las temporadas siguientes no tuvo buenos resultados. Cabe resaltar que el club samario no tomó parte de los campeonatos en 1961 y 1962

### El Título: 1968

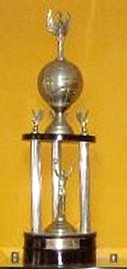
Réplica Trofeo 1968

El Unión Magdalena contaba con una mezcla de jugadores, la mayoría samarios y paraguayos, de cara al campeonato de 1968. El Torneo Apertura fue todo un éxito para los dirigidos por el director técnico guaraní Vicente Sánchez, al acumular 38 puntos y clasificar a la final del año y a la Copa Libertadores de América. Con los resultados que llevaron al equipo a la parte media de la tabla, en el Torneo Finalización, el técnico fue cambiado y llegó Antonio Julio de La Hoz, que dejó al Unión en la casilla 10 con 23 unidades.
La gran final del año tuvo al Deportivo Cali como local contra el Unión en el partido de ida. Un gol de Aurelio Palacios le dio el triunfo al 'Ciclón' en Cali. La vuelta jugada en el Estadio Eduardo Santos tenía al Deportivo Cali con ventaja de 0-2, pero Raúl Peñaranda (66') y Ramón Rodríguez (86'), marcaron los goles del empate final 2-2 que le dio al Unión Magdalena su primer y hasta el momento único título en el Fútbol Profesional Colombiano. Durante la celebración por el título samario, falleció un hincha atropellado, y cuentan que se convirtió en la "Maldición de la Celebración" por ello el Unión Magdalena no ha vuelto a quedar campeón.

### Participación en Copa Libertadores
En su condición de campeón del fútbol colombiano, el Unión Magdalena integró el Grupo 1 de la Copa Libertadores 1969 junto al Deportivo Cali y los clubes venezolanos Deportivo Italia y Deportivo Canarias. El Unión ganó dos partidos, ambos como local 1-0 a Deportivo Canarias y 3-0 a Deportivo Italia, lo cual no le alcanzó para clasificar a la ronda de los cuartos de final. La participación en la Copa Libertadores se reflejó en el Campeonato Colombiano, debido a que el Unión Magdalena finalizó último de la reclasificación (puesto 14 con 38 puntos).
| Equipo           | PJ | PG | PE | PP | GF | GC | Dif. | Pts. |
| ---------------- | -- | -- | -- | -- | -- | -- | ---- | ---- |
| Deportivo Cali   | 6  | 3  | 2  | 1  | 12 | 6  | 6    | 8    |
| Deportivo Italia | 6  | 3  | 1  | 2  | 7  | 8  | -1   | 7    |
| Unión Magdalena  | 6  | 2  | 1  | 3  | 7  | 8  | -1   | 5    |
| Canarias         | 6  | 1  | 2  | 3  | 3  | 7  | -4   | 4    |

| \| Fecha \| Lugar \| Local \| Resultado \| Visitante \| \| ------------- \| ----------- \| ------------------------ \| --------- \| ------------------------ \| \| 23 de febrero \| Santa Marta \| Unión Magdalena \| 2 - 2 \| Deportivo Cali \| \| 23 de febrero \| Caracas \| Deportivo Italia \| 2 - 0 \| Unión Deportiva Canarias \| \| 26 de febrero \| Caracas \| Unión Deportiva Canarias \| 1 - 1 \| Deportivo Cali \| \| 1 de marzo \| Caracas \| Deportivo Italia \| 2 - 1 \| Deportivo Cali \| \| 2 de marzo \| Caracas \| Unión Deportiva Canarias \| 1 - 0 \| Unión Magdalena \| \| 5 de marzo \| Caracas \| Deportivo Italia \| 2 - 0 \| Unión Magdalena \| \| 9 de marzo \| Caracas \| Unión Deportiva Canarias \| 1 - 1 \| Deportivo Italia \| \| 9 de marzo \| Cali \| Deportivo Cali \| 3 - 1 \| Unión Magdalena \| \| 13 de marzo \| Cali \| Deportivo Cali \| 3 - 0 \| Deportivo Italia \| \| 13 de marzo \| Santa Marta \| Unión Magdalena \| 1 - 0 \| Unión Deportiva Canarias \| \| 16 de marzo \| Santa Marta \| Unión Magdalena \| 3 - 0 \| Deportivo Italia \| \| 16 de marzo \| Cali \| Deportivo Cali \| 2 - 0 \| Unión Deportiva Canarias \| |             |                          |           |                          |
| Fecha | Lugar       | Local                    | Resultado | Visitante                |
| 23 de febrero | Santa Marta | Unión Magdalena          | 2 - 2     | Deportivo Cali           |
| 23 de febrero | Caracas     | Deportivo Italia         | 2 - 0     | Unión Deportiva Canarias |
| 26 de febrero | Caracas     | Unión Deportiva Canarias | 1 - 1     | Deportivo Cali           |
| 1 de marzo | Caracas     | Deportivo Italia         | 2 - 1     | Deportivo Cali           |
| 2 de marzo | Caracas     | Unión Deportiva Canarias | 1 - 0     | Unión Magdalena          |
| 5 de marzo | Caracas     | Deportivo Italia         | 2 - 0     | Unión Magdalena          |
| 9 de marzo | Caracas     | Unión Deportiva Canarias | 1 - 1     | Deportivo Italia         |
| 9 de marzo | Cali        | Deportivo Cali           | 3 - 1     | Unión Magdalena          |
| 13 de marzo | Cali        | Deportivo Cali           | 3 - 0     | Deportivo Italia         |
| 13 de marzo | Santa Marta | Unión Magdalena          | 1 - 0     | Unión Deportiva Canarias |
| 16 de marzo | Santa Marta | Unión Magdalena          | 3 - 0     | Deportivo Italia         |
| 16 de marzo | Cali        | Deportivo Cali           | 2 - 0     | Unión Deportiva Canarias |

### 1970-1979
La década de 1970 tuvo al Unión Magdalena ubicado generalmente en la mitad de la tabla. Sus peores campañas fueron los últimos lugares obtenidos en la reclasificación de 1972 (34 puntos en 52 partidos). y 1974  (26 puntos en 47 partidos). No obstante, al final de la década, en 1979, el Unión tuvo una destacada participación. El equipo que en su nómina contó con jugadores como Luis Francisco 'Chicho' Pérez, Miguel Ángel Gasparoni y Didi Valderrama, entre otros, quedó cuarto de la reclasificación con 52 puntos, accediendo a los cuadrangulares semifinales. Allí, ganó el Grupo B superando a Santa Fe, Deportivo Cali y Once Caldas. Pero en el cuadrangular final el rendimiento del equipo fue decreciendo hasta el punto de quedar en el penúltimo lugar, El 19 de diciembre, con su derrota 2-0, le dio al América de Cali su primer título en la historia.

### 1980-1989
La tendencia del Unión de permanecer en la mitad de la tabla continuó en esta década. No obstante, el club fue penúltimo de la reclasificación, con 27 puntos en 1987, y último al año siguiente con 20 unidades. Ambas temporadas marcaron al Unión junto al Once Caldas como dueños del sótano del campeonato.
Una vez más, la última temporada de la década marcó el cambio futbolístico del Unión, con jugadores como Jorge Ramoa, Roberto Granados, y Carlos Trucco. Luego de ser cuarto durante el año con 56 puntos, Unión estaba en los cuadrangulares semifinales, Grupo B, como líder con 7 puntos, las mismas unidades del Atlético Nacional, y superando a Santa Fe y Deportes Quindío, pero el asesinato del árbitro Álvaro Ortega hizo que la Dimayor declarara desierto el campeonato.

### Subcampeonato de Copa Colombia
El Campeonato colombiano de 1989 fue cancelado debido al asesinato del árbitro Álvaro Ortega, por lo que no hubo campeón. Por ello todas las miradas del fútbol colombiano se volcaron sobre la Copa Colombia, donde todos los equipos jugaban con sus respectivas escuadras titulares. En la fase de grupos el Ciclón conformo el grupo de los equipos pertenecientes a la región septentrional del país, donde al final se clasificó como tercero.
Ya en la fase de cuartos de final, el cuadro samario se enfrentó con el Independiente Medellín, al cual venció 3-0 en condición de local, y cayó 0-1 en la ciudad de Medellín, clasificando con un marcador global de 3-1.
En una vibrante semifinal, el Unión Magdalena disputó la clasificación a la final con su clásico rival, el Junior. En dos vibrantes encuentros, el Ciclón venció a los Tiburones 0-1 en el Estadio Metropolitano Roberto Meléndez y lo goleó 3-0 en el Estadio Eduardo Santos de Santa Marta.
La final de este campeonato la disputaría con Independiente Santa Fe; donde empataron 0-0 en el primer choque en el Estadio Eduardo Santos, y en el partido definitorio cayó derrotado en Bogotá con un marcador 2-1, otorgándole el título al cuadro Cardenal, consiguiendo así el subcampeonato para el Ciclón.

### 1990-1998
Administrado por la familia Dávila de Santa Marta, el Unión se mantuvo en la máxima categoría del fútbol profesional colombiano ocupando posiciones intermedias. En 1998, había llegado el primer campanazo de alerta para los samarios, luego de quedar en el penúltimo lugar de la tabla de posiciones con 50 puntos en igual número de partidos. En esa temporada el Deportivo Unicosta le propinó al Unión dos contundentes goleadas de 7-1 y 7-2.

### Primer descenso: 1999
Para la temporada 1995/96, la Dimayor implementó el nuevo sistema de descenso mediante la tabla de promedio, la cual consiste en la sumatoria y división del puntaje por partidos jugados de las últimas dos temporadas y la que está en curso. Luego de quedar en el puesto 14 del campeonato con 44 puntos, el Unión descendió a la Primera B, tras ser último de la tabla de promedio con 1,099 contra el 1,138 del Atlético Huila.
El equipo de Santa Marta descendió faltando tres fechas para acabar el campeonato colombiano 1999 con un empate ante el equipo Once Caldas en Manizales.
El descenso a pesar de la buena nómina con la que contaba el Unión Magdalena se debió al desorden administrativo que lo aquejó y que hasta estos días se mantiene.[cita requerida] El patrocinador de turno retiró su apoyo al equipo y, desde ahí, los pagos para los jugadores se atrasaron hasta 2 y 3 meses.[cita requerida]

### 2000-2001 y Triangular de Promoción
Unión Magdalena debutó en el año 2000 en la Segunda División, la Primera B, llegando al cuadrangular final del año. A pesar de superar en la tabla final al Expreso Palmira y al Deportivo Rionegro, el Deportivo Pereira ganó el campeonato con 15 puntos, cinco más que el Unión, que debió quedarse un año más en la "B". En 2001, el Unión regresó al cuadrangular final de la Primera B, pero apenas pudo superar en la tabla al Bogotá Chicó, ya que el Deportivo Rionegro y el campeón Deportes Quindío lo superaron en la tabla definitiva.
La Asamblea General de la Dimayor aprobó la expansión de equipos en la Primera A de 16 a 18 equipos, lo cual hizo que se realizará un triangular de ascenso entre el descendido del 2001, Atlético Bucaramanga, y los dos afiliados a la Dimayor en la Primera B, Cúcuta Deportivo y Unión Magdalena. El 16 y el 18 de diciembre, el Unión consagró su regreso a la Primera División con sus victorias 2-0 contra los dos rivales de turno, lo cual le dio el título de campeón del Triangular de Promoción 2001. El segundo lugar lo ocupó el Atlético Bucaramanga completando así los 18 equipos para la siguiente temporada.

### 2002-2004
En su regreso a Primera División en 2002, clasificando a los cuadrangulares semifinales del Torneo Apertura. El Unión fue segundo del Grupo A con nueve puntos, a siete de Atlético Nacional. Como dato curioso, se destaca la goleada que le propinó el Unión Magdalena al Deportivo Cali 6-0 en condición de local. Esa temporada un jugador del club fue el goleador, se trata de Luis Zuleta que marcó 13 goles. En el Finalización, una vez más los samarios accedieron a la semifinal, quedando eliminados del Grupo B, junto a Atlético Nacional, América de Cali y el finalista, Deportivo Pasto.
El año 2003, significó en el Torneo Apertura la tercera clasificación consecutiva a las semifinales, en esta ocasión siendo último del cuadrangular A, del cual salió el campeón de ese torneo, el Once Caldas. El Torneo Finalización fue una de las mejores campañas del Unión en mucho tiempo al clasificar tercero a los cuadrangulares con 28 puntos. No obstante, en una apretada semifinal, el 'Ciclón' fue eliminado por Deportivo Cali, y superado en la tabla por Millonarios.
Durante la temporada 2004, el Unión Magdalena estuvo afuera de los cuadrangulares semifinales, ocupó el último lugar de la tabla en el Primer torneo del año con tan sólo 10 puntos y en el Segundo Semestre lograron 17 unidades.

### Segundo descenso: 2005

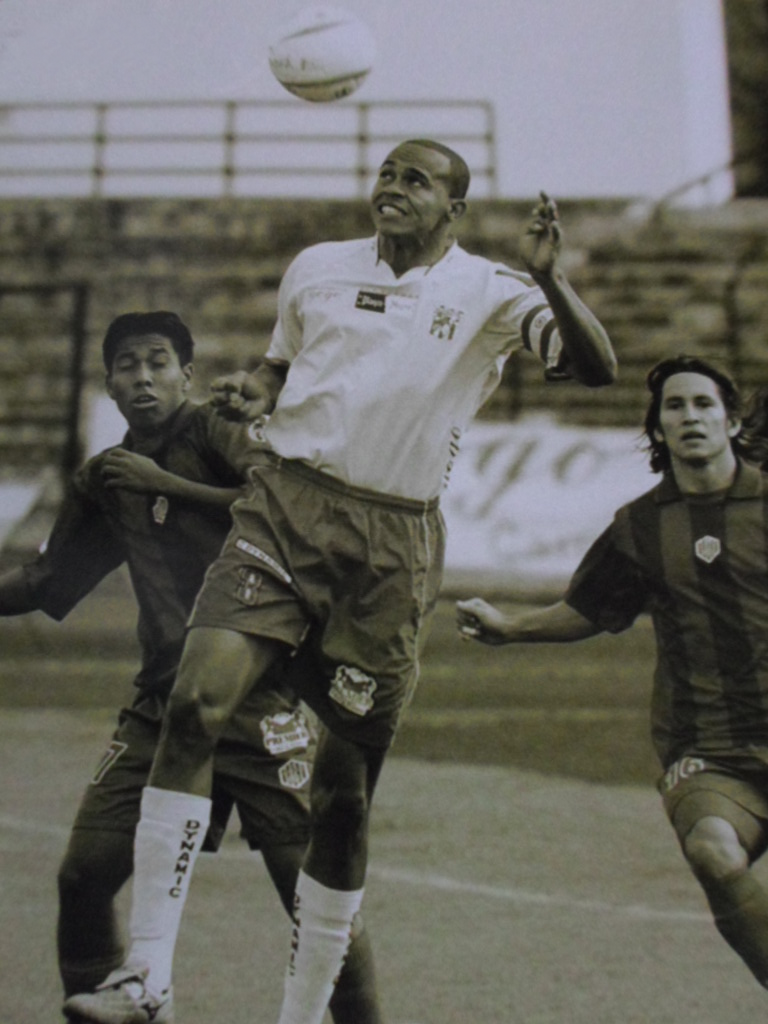
Encuentro entre el Bogotá F. C. y el Unión Magdalena en el estadio Alfonso López Pumarejo de la Universidad Nacional (año 2006 o 2007).

La temporada 2005, fue una de la peores para el "ciclón bananero". En el Torneo Apertura no pasaron de los 16 puntos y en el Segundo Campeonato del año quedaron últimos de la tabla general con 7 unidades sin haber ganado un solo partido. Con todo esto el equipo tuvo que volver nuevamente a la Primera B.
Descendió a la Categoría Primera B el día 30 de octubre de 2005 luego de perder 3-0 ante el equipo Deportivo Pereira en el Estadio Hernán Ramírez Villegas en la fecha 17 del Torneo Finalización 2005, para permanecer 13 años en la categoría.

### 2006-2010

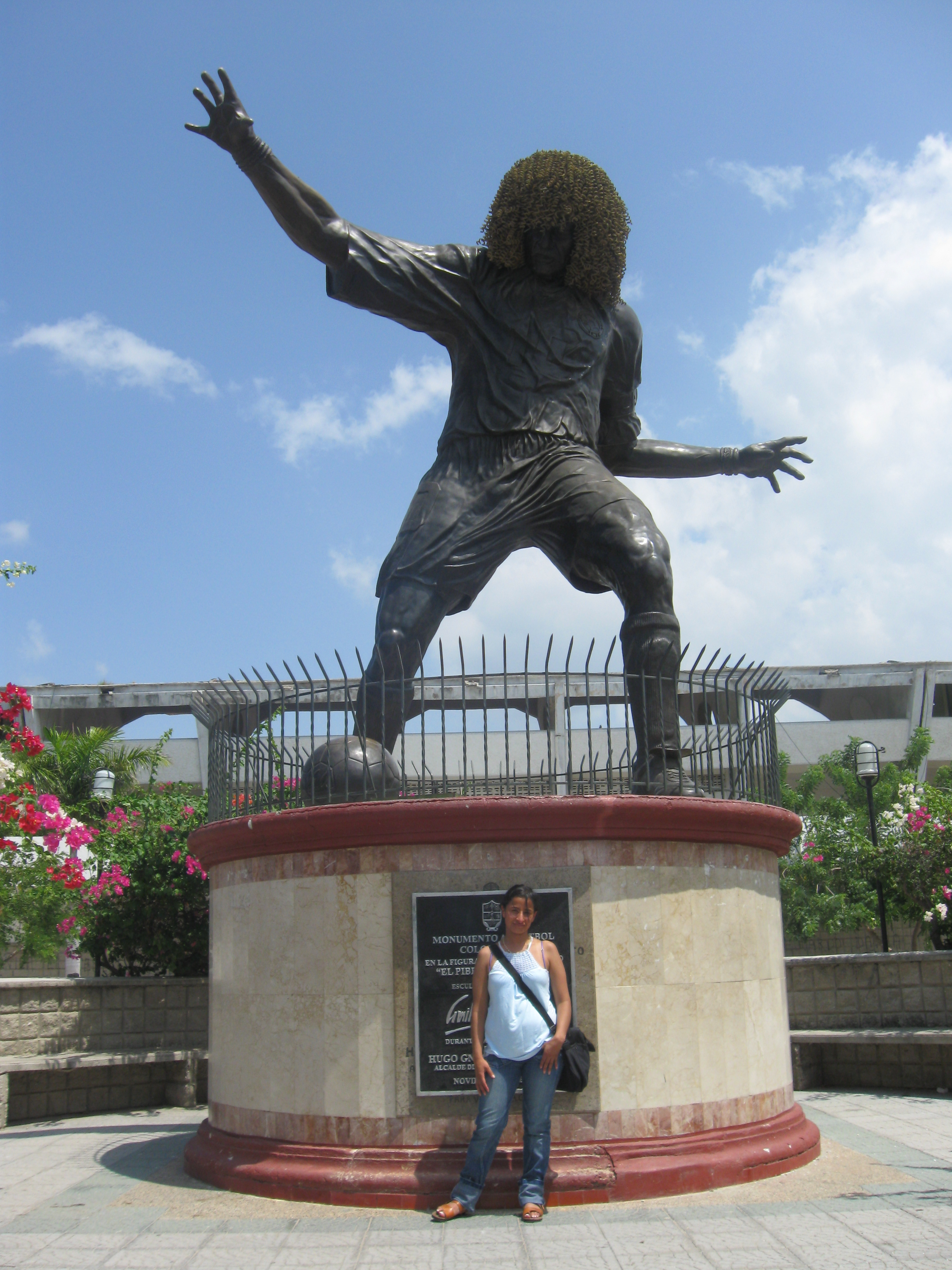
Estatua del Pibe Valderrama afuera del estadio Eduardo Santos.

A partir de su regreso a la Primera B, el equipo ha tenido mal desempeño, ya que aún no han podido regresar desde el año 2006, ya que ese lugar lo ocupó La Equidad; en el 2007, tuvo otra pésima campaña, de nuevo eliminado de las semifinales, correspondiéndole el ascenso al Envigado FC y el puesto de promoción fue para Academia de Bogotá. El 2008, revivió las esperanzas del pueblo samario de volver a tener a su equipo en la máxima división del fútbol colombiano, llegando a la final del primer semestre del año, pero fueron derrotados por el Deportivo Rionegro en ambos encuentros, con marcadores 2-0 de visitante y 2-0 de local, por lo que el Unión tuvo que aplazar su regreso a la Primera División.
En el 2009, varios accionistas invirtieron dinero para que el Unión volviera a ser uno de los equipos de la Primera División en Colombia, hasta el mismo Carlos "el Pibe" Valderrama invirtió numerosos ingresos al equipo samario, trayendo a varios refuerzos importantes, uno de ellos, Arnulfo Valentierra, campeón con el Once Caldas de la Copa Libertadores 2004. En el Torneo Apertura  el Unión llegó solo hasta los cuadrangulares semifinales, quedando último del Grupo B.
Las dificultades económicas llevaron al gerente del club Balmiro Viana, a solicitarle a la División Mayor del Fútbol Colombiano el traslado del club al municipio de Ocaña, Norte de Santander, lo cual no fue aprobado por la asamblea. El club se llamaría Unión Cúcuta Ocaña, esto en referencia a que el club tiene un convenio de jugadores con el Cúcuta Deportivo.
En 2010, clasificó quinto a los cuadrangulares finales y luego quedó segundo del grupo A.

### 2011-2014
En el 2011 en el torneo apertura y finalización quedó eliminado en el todos contra todos de los cuartos de final del torneo de Ascenso.
En 2012, el Unión Magdalena estuvo cerca nuevamente de lograr el ascenso al jugar la final del primer semestre  contra el América de Cali. En el primer juego en Santa Marta el marcador fue 1-1 y posteriormente en la ciudad de Cali en el juego de vuelta el partido terminó nuevamente 1-1. La serie se resolvió por penaltis ganando 5-4 el equipo caleño.
En 2013, Tras el anuncio del cierre del Estadio Eduardo Santos, por parte de la alcaldía distrital, aunque el escenario es del departamento del Magdalena, el Unión Magdalena debió buscar sede temporal. Los diarios locales titularon “Riohacha Le dio la bienvenida al Unión Magdalena” “ “Durante dos años se estaría jugando los encuentros futbolísticos de la B, pertenecientes al Unión Magdalena en Riohacha”, después del anuncio de cierre y remodelación del estadio Eduardo Santos, por parte de la Alcaldía Distrital de Santa Marta.” Allí nuevamente perdió una final luego de ganar en Riohacha 2-1 y después perder en Barranquilla 2-1 frente Uniautónoma, en la serie de los penales perdió por 3-1. En el Torneo Finalización no tuvo la misma suerte que en el Apertura, ya que finalizó en el puesto 15 con 19 puntos, siendo su más floja campaña desde su estadía en la Primera B.
En 2014 el equipo 'bananero' tuvo que jugar en el Estadio Municipal de Ciénaga donde ofició de local durante toda la temporada. En el Torneo Apertura terminó 8º en el todos contra todos, quedando eliminado en cuartos de final por el Atlético Bucaramanga por penales (5-4). En el Torneo Finalización terminó 5º en la fase regular; en los cuadrangulares compartió el grupo B con Deportivo Rionegro, Deportivo Pereira y América de Cali. Finalizó en el tercer puesto del grupo con seis puntos.

### 2015-2017
A comienzos de la temporada 2015 el Unión Magdalena afrontó los Cuadrangulares de Ascenso 2015, el cual se jugaron en Bogotá. Compartió el grupo B con Cortuluá, América de Cali y Deportivo Pereira; el primer juego empató sin goles (0-0)  ante Deportivo Pereira, posteriormente le ganó por la mínima diferencia (1-0) ante América de Cali con gol de Carlos Salazar. Llegó al último partido con la oportunidad de lograr el ascenso ante Cortuluá, pero no pudo pasar del empate (0-0) lo cual el equipo 'Corazón del Valle' logró ascender a la Liga Águila y el equipo 'bananero' tuvo que quedarse un año más jugando en la Primera B.
Luego de no haber logrado el ascenso en los Cuadrangulares de ascenso de 2015, tuvo que conformarse con jugar en la B otro año más, empezando por la renuncia del estratega Fernando Velasco quien se fue a dirigir al América de Cali, en su reemplazó llegó Eduardo Julián Retat. Ya en el marco de la Primera B 2015 el Unión Magdalena finalizó 7º del todos contra todos, pero en agosto del mismo año Eduardo Julián Retat fue destituido por malos resultados, llegando nuevamente Carlos Silva a la dirección técnica. En los cuadrangulares compartió el grupo B con Deportivo Pereira, Leones y Fortaleza; ocupó el último lugar de su grupo con tres puntos.
Para la temporada 2016 tuvo que cambiar de sede a Riohacha, justamente al Estadio Federico Serrano Soto. En la temporada 2016 el Unión no tuvo una destacada campaña a lo largo del todos contra todos, finalizando en el puesto 13 con 35 puntos.
En 2017 nuevamente tuvo que conseguir sede donde oficiar de local, gracias al apoyo de la Alcaldía de Magangué en el departamento de Bolívar el Unión Magdalena tuvo como sede el Estadio Diego de Carvajal donde jugó como local durante la temporada 2017. En el Torneo Apertura no logró una buena campaña finalizando 13º en el todos contra todos. Para el Torneo Finalización tampoco pudo lograr una campaña sobresaliente, lo cual llevó al despido del estratega Nilton Bernal; su reemplazo fue Harold Rivera, aunque pese a la mejoría, no alcanzó para entrar a los play-off, terminando la fase regular en el puesto 10.º.

### 2018: Ascenso a Primera División
Para la temporada 2018, además de volver a Santa Marta luego de 5 años jugando por fuera de su ciudad, el equipo se refuerza con jugadores de experiencia como David Ferreira y Erwin Carrillo para formar un equipo que pudiera aspirar al ascenso. El 25 de febrero juega su primer juego de local en el Estadio Sierra Nevada ante Atlético F.C. obteniendo la victoria por 2-1, a partir de entonces el Sierra Nevada se convirtió en un fortín para el ciclón que clasificó a los cuadrangulares finales después de terminar en el 2° puesto de la fase regular, lo que le permitió ser cabeza de serie en su grupo. 
En el cuadrangular final fue ubicado junto con Deportivo Pereira, Deportes Quindío y Valledupar F.C., después de superar de local al Dep. Pereira en la primera fecha por 3-1 visitó al Deportes Quindío en Armenia, consiguiendo un empate valioso por 1-1 que lo ubicaba en la primera posición de su grupo, luego ganó sus juegos ante Valledupar tanto de local como visitante por 2-0, en la penúltima fecha podía asegurar el primer puesto de su grupo y el paso a la final, para eso debía ganarle al equipo quindiano en el Sierra Nevada, algo que finalmente sucedió tras vencerlo por 2-1. Al ser Cúcuta Deportivo el primero de la fase regular, Unión Magdalena debía esperar que los rojinegros fueran los finalistas del otro grupo para conseguir el ascenso de manera directa, debido a que ambos equipos fueron los mejores ubicados en toda la temporada, algo que sucedió en la última fecha luego de que el equipo fronterizo venciera a Llaneros obteniendo el pase a la final y permitiendo que el Unión Magdalena vuelva a la Primera División luego de 13 años de espera. En la gran final se enfrentó al Cúcuta Deportivo, con el que ya habían asegurado el ascenso; el primer partido se jugó en el Estadio Sierra Nevada de Santa Marta, perdiendo el primer partido 1-0 con gol de Jeysen Núñez. En el partido de vuelta jugado en el Estadio General Santander, el Cúcuta Deportivo fue superior en la final y ganó 2-0, cerrando un gran año para el equipo samario como segundo en la reclasificación y con el ascenso para la Temporada 2019.

### Tercer descenso en 14 años: 2019
En el torneo apertura clasificó a los cuadrangulares al quedar octavo en el todos contra todos, luego quedó cuarto del grupo A. En el torneo finalización quedó último con 14 puntos y en la tabla del descenso quedó en la posición 19, perdiendo la categoría y volviendo a la Primera B.

### Tercera etapa en la Segunda División
En el 2020 queda segundo en el Torneo de Ascenso con 32 puntos y en cuadrangulares queda tercero del Grupo B siendo superado por el Atlético Huila que después fue ganador del campeonato, en la temporada 2020 no hubo ascenso a la primera división; y en el 2021-I se disputó la segunda parte del campeonato donde quedó segundo con 30 puntos y en los cuadrangulares queda tercero del Grupo B siendo superado por el Deportes Quindío que luego fue ganador del torneo y después ascendió a Primera A para el Torneo Finalización 2021 junto al Atlético Huila, en la tabla de reclasificación queda cuarto con 75 puntos.

### Polémico ascenso en 2021
Véase también: Escándalo por presunto arreglo.
En la última fecha de los Cuadrangulares Semifinales de la Primera B 2021-II, el Unión Magdalena debía ganar como visitante a Llaneros, logrando dos goles en los minutos 90+5 y 90+6 mientras Fortaleza CEIF perdía como local 1-2 ante Bogotá FC. Este hecho generó la protesta de Fortaleza por la sospecha de arreglo a favor del equipo samario, debido a la pasividad de algunos jugadores de Llaneros. Los hechos se convirtieron en un escándalo nacional solo comparable con la polémica en los Cuadrangulares Semifinales de la Primera B 2004 entre Valledupar y Real Cartagena. El hecho trascendió a la prensa internacional, y debido a las repercusiones, inclusive por parte del presidente de la República Iván Duque, hizo que Fernando Jaramillo, presidente de la Dimayor, ordenara una investigación de oficio por el caso. Sin embargo, se mantuvo el triunfo de Unión Magdalena en el Cuadrangular B y su ascenso a la Primera A 2022, y aunque la Final entre Cortuluá y Unión Magdalena fue programada inicialmente para el sábado 11 de diciembre, fue posteriormente aplazada. El 31 de diciembre de 2021, la Comisión Disciplinaria de la Dimayor archivó la investigación en contra del Unión Magdalena.

### Cuarto ascenso y primer título
Luego de tres meses de suspensión, el 4 de marzo de 2022 la Dimayor anunció la programación de la final de la Primera B 2021-II para el 10 de marzo de 2022. El jueves 10 de marzo del 2022, se jugó la final en el Estadio Doce de Octubre en Tuluá, con el marcador 1-1. Ganando el Unión Magdalena en Tiros desde el punto penal de condición de visitante.

### 2023: Cuarto descenso
Faltando 2 fechas para finalizar el todos contra todos, en la fecha 18 del Finalización 2023 Unión Magdalena cayó 2-1 en casa ante Bucaramanga, consumando el cuarto descenso del ciclón faltando 2 fechas para finalizar el campeonato del Todos contra todos.

### 2024: Quinto ascenso y segundo título
El sábado 14 de diciembre de 2024 se jugó la final en el Estadio Bello Horizonte en Villavicencio contra Club Llaneros con el marcador 1 - 0 Ganando el Unión Magdalena en Tiros desde el punto penal de condición de visitante

## Símbolos

### Uniforme

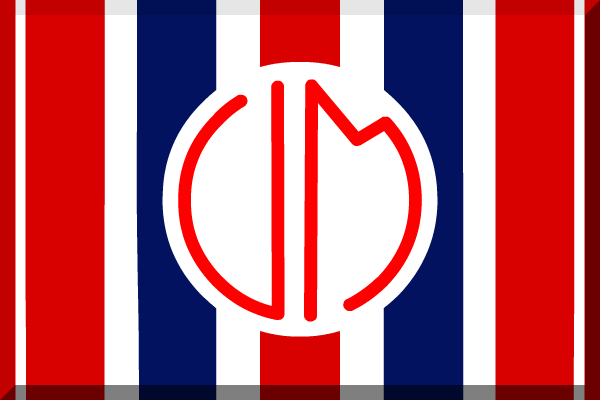
Bandera del Unión Magdalena.

Bandera del Magdalena

- Uniforme titular: Camiseta roja con franjas verticales pixeladas azules, pantalón azul, medias rojas.
- Uniforme suplente: Camiseta celeste con parte inferior pixelado en celeste oscuro, pantalón azul y medias negras.
- Uniforme alternativo: Camiseta blanca con parte inferior pixelado en azul, pantalón blanca y medias blancas.

El uniforme del Unión Magdalena está inspirado directamente en los colores de la bandera del Departamento del Magdalena desde la fundación del equipo en 1953, aunque por muchos años jugó con un uniforme de color blanco. Para la temporada 2018, su uniforme siguió con las tradicionales rayas verticales azules, con prendas fabricadas por la empresa bogotana FSS con quien había firmado en temporadas pasadas. El pixelado está inspirado en las bancas del estadio Sierra Nevada al que volvió este año.
Para el uniforme secundario, el que más sufre variaciones temporada a temporada, es una camiseta celeste con un decorado en forma de cuadros o pixeles en la parte inferior de un tono más oscuro, acompañado por pantalones azules y medias negras.
Para evitar inconvenientes al enfrentarse con equipos con uniformes azules o celestes, el conjunto bananero usa como tercer uniforme un diseño similar al suplente pero de color blanco con pixelado azul, además de pantalones blancos y medias blancas.

### Evolución de uniformes

#### Uniforme local
| 2016 | 2017 | 2018 | 2019 | 2020-2022 | 2023 | 2024 | 2025 |

#### Uniforme visitante
| 2016 | 2017 | 2018 | 2019 | 2020-2022 | 2023 | 2024 | 2025 |

#### Tercer Uniforme
| 2018 | 2019 | 2023 | 2024 | 2025 |

### Proveedor y patrocinadores
| Periodo       | Proveedor |
| ------------- | --------- |
| 1981-1986     | L'export  |
| 1987-1988     | Dida      |
| 1989          | Saeta     |
| 1989-1997     | Torino    |
| 1998-2000     | Penalty   |
| 2001-2008     | Zodium    |
| 2009-2010     | FSS       |
| 2010-2011     | Zodium    |
| 2012-2013     | FSS       |
| 2014-2015     | Kimo      |
| 2015-2016     | VeraLima  |
| 2017-2022     | FSS       |
| 2023          | Attle     |
| 2024-presente | Aerosport |

| Periodo   | Patrocinador |
| --------- | --- |
| 1979      | Aerocondor |
| 1981      | Lotería del Libertador |
| 1985      | Hotel SantaMar |
| 1986-1988 | Kola Postobon |
| 1989-1990 | Colombiana |
| 1991      | Lotería La Cartagenera |
| 1992-1994 | Colombiana |
| 1995-1996 | Cerveza Leona |
| 1997-2001 | Cerveza Águila |
| 2002      | Cerveza Águila - Aposmar - Coolechera - Proleca                                                                                               |
| 2003      | Cerveza Águila - Aposmar - Coolechera |
| 2004      | Cerveza Águila - Aposmar |
| 2005      | Cerveza Águila |
| 2006      | Freska Leche |
| 2013      | Gobernación de la Guajira |
| 2015      | Coolechera |
| 2017      | Tierra Santa - Gobernación de Bolívar |
| 2018      | Tierra Santa - Alcaldía de Santa Marta |
| 2019      | Olímpica - Mercure Hotels - Tierra Santa - Ron Viejo De Caldas - Wplay.co - Su Red - Yoga Land                                                |
| 2020      | Yajuego (Betjuego) - Yoga Land - Gatorade |
| 2021-2022 | Wplay - Yoga Land |
| 2022      | Wplay - Yoga Land - Elogia - Alcaldía de Santa Marta                                                                                          |
| 2023      | Wplay - Gaseosas Pool - Alcaldía de Santa Marta                                                                                               |
| 2024      | Alcaldía de Santa Marta - Betplay - Gaseosas Pool - Cerveza Águila - Golty - W Arena                                                          |
| 2025-I    | Colanta - Betplay - Gaseosas Pool - Cerveza Águila - Supermercado Megatiendas - Electrolit - Yoga Land Santa Marta - Restaurante Donde Chucho |

## Estadio

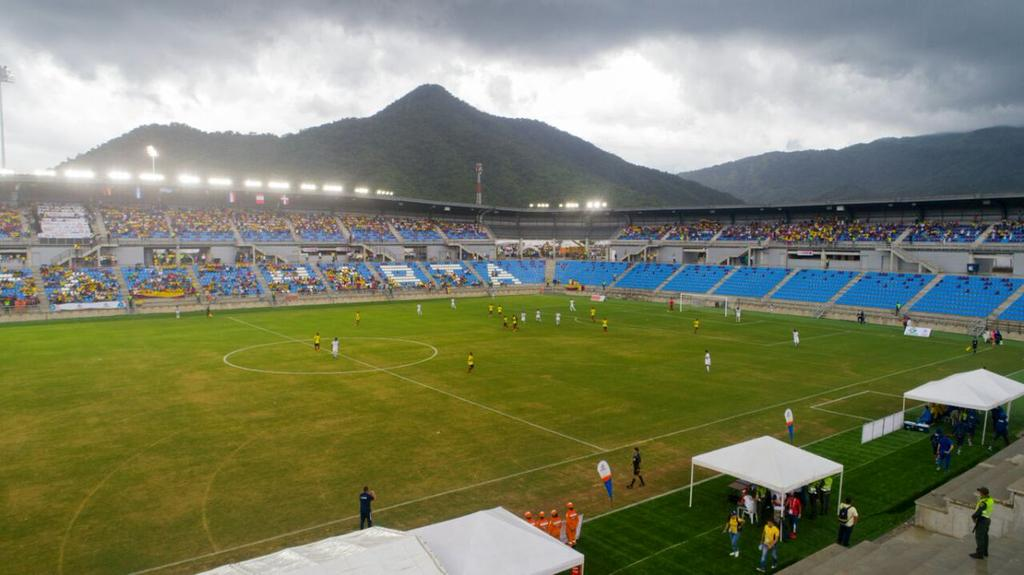
Estadio Sierra Nevada, sede del equipo.

El Estadio Eduardo Santos inaugurado en 1951, fue el máximo escenario deportivo de los magdalenenses, ubicado en la Villa olímpica de Santa Marta. Servía para los partidos de local del Unión Magdalena pero desde su inauguración no solo ha sido la sede del club de fútbol Unión Magdalena, su gramado también fue testigo del nacimiento de destacadas figuras del fútbol colombiano como el excapitán de la selección Colombia, Carlos 'El Pibe' Valderrama. Cuenta actualmente con una capacidad de 23.000 espectadores.
El 3 de marzo de 2013 el Unión Magdalena jugó su último partido en el estadio contra Llaneros FC, en cumplimiento de la orden de cierre definitivo del Estadio Eduardo Santos.
El equipo tuvo un periplo de sedes por Riohacha (La Guajira) en el Estadio Federico Serrano Soto y luego en el municipio magdalenense de Ciénaga, en el Estadio Municipal de Ciénaga, con capacidad de 5.000 espectadores.
Tras la inauguración del Estadio Sierra Nevada para los Juegos Bolivarianos de 2017, el Unión Magdalena hizo oficial el convenio con la alcaldía de Santa Marta para regresar a la ciudad a partir de la temporada 2018.
| Periodo       | Estadio                                        |
| ------------- | ---------------------------------------------- |
| 1951-1991     | Estadio Eduardo Santos                         |
| 1991          | Estadio Jaime Morón León                       |
| 1992-2013     | Estadio Eduardo Santos                         |
| 2013          | Estadio Federico Serrano Soto                  |
| 2014          | Estadio Cortes Campomanes (Julia Turbay Samur) |
| 2014-2015     | Estadio Municipal de Ciénaga                   |
| 2016          | Estadio Federico Serrano Soto                  |
| 2017          | Estadio Diego de Carvajal                      |
| 2018-presente | Estadio Sierra Nevada                          |

## Rivalidades
Unión Magdalena sostiene una gran rivalidad histórica con su vecino de la Región Caribe Colombiana, Junior, ya que durante muchos años jugaron de forma simultánea en la Primera A del fútbol profesional colombiano.
También tiene rivalidad con otros equipos de la Región Caribe Colombiana que ha enfrentado en la Categoría Primera A, Categoría Primera B y Copa Colombia, como son Real Cartagena, Barranquilla F.C. y Jaguares de Córdoba, y los desaparecidos equipos Uniautónoma F.C, Sporting, Deportivo Unicosta y Valledupar Fútbol Club.

## Datos del club
- Puesto histórico: 14.º
- Temporadas en 1.ª: 57 (1953-1954, 1956-1957, 1959-1960, 1963-1999, 2002-2005, 2019, 2022-2023, 2025-).
- Temporadas en 2.ª: 18 (2000-2001; 2006-2018, 2020-2021, 2024).
- Mayor goleada conseguida:
  - En campeonatos nacionales:
    - 12-1 a Universidad Nacional en la Categoría Primera A en 1951 (como Deportivo Samarios).[145]
    - 6-0 al Deportivo Cali el 5 de junio de 2002.[146][147]
    - 4-0 al Patriotas Boyacá el 6 de abril de 2019.[148][149]
    - 4-0 al Deportes Quindío el 7 de noviembre de 1999.
    - 4-0 a Millonarios el 4 de abril de 1999.
    - 6-0 al Bogotá FC el 26 de mayo de 2012.
    - 5-0 al Deportes Quindío el 12 de agosto de 2018.[150][151]

  - En torneos internacionales:
    - 3-0 al Unión Deportiva Canarias en la Copa Libertadores 1969.
- Mayor goleada encajada:
  - En campeonatos nacionales:
    - 8-1 con Atlético Nacional en 1954.
    - 8-1 con América de Cali el 6 de junio de 1993.
    - 7-1 con  Junior de Barranquilla en 2023
    - 6-1 con Deportivo Pasto el 28 de febrero de 1999.
    - 5-0 con Independiente Medellín el 15 de mayo de 2005.
    - 4-0 con Once Caldas el 14 de agosto de 2005.

  - En torneos internacionales:
    - 3-1 con Deportivo Italia en la Copa Libertadores 1969.
- Mejor puesto en la liga: 1º (1968).
- Peor puesto en la liga: 18º (2005-II).
- Máximo goleador: Alfredo Arango con 112 goles.
- Más partidos disputados: Aurelio Palacios con 338 juegos.
- Participación internacional
  - Copa Libertadores de América:
    - Fase de grupos: 1969

## Jugadores

### Plantilla 2025-II
- Los equipos colombianos están limitados a tener en la plantilla un máximo de cuatro jugadores extranjeros. La lista incluye sólo la principal nacionalidad o nacionalidad deportiva de cada jugador.
- Carlos Bejarano cuenta con la doble nacionalidad ecuatoguineana y colombiana.
- Para la temporada 2022 la Dimayor autorizó la inscripción de treinta (30) jugadores a los clubes,[152] de los cuales cinco (5) deben ser categoría Sub-23.[153]
- Los jugadores de categoría sub-20 no son tenidos en cuenta en el conteo de los 35 inscritos ante Dimayor.

### Jugadores en selecciones nacionales
Nota: en negrita jugadores parte de la última convocatoria en sus respectivas selecciones.
| País     | Categoría | Jugador(es)     |
| -------- | --------- | --------------- |
| Colombia | Absoluta  | Dairon Mosquera |

### Récords
| Máximos goleadores | Máximos goleadores  | Máximos goleadores | Más partidos disputados | Más partidos disputados | Más partidos disputados |
| ------------------ | ------------------- | ------------------ | ----------------------- | ----------------------- | ----------------------- |
| 1.                 | Alfredo Arango      | 112 goles          | 1.                      | Aurelio Palacios        | 338 partidos            |
| 2.                 | 'Puya' Zuleta       | 91 goles           | 2.                      | Alberto Gamero          | 331 partidos            |
| 3.                 | 'Alpinito' Carrillo | 83 goles           | 3.                      | Alfredo Arango          | 328 partidos            |
| 4.                 | 'Mono' Herrera      | 55 goles           | 4.                      | Yosvida Fuentes         | 325 partidos            |
| 5.                 | 'Caballo' Márquez   | 50 goles           | 5.                      | Oliver Fula             | 300 partidos            |

### Extranjeros
- En el Unión Magdalena han militado desde su fundación 98 futbolistas extranjeros.

| Nacionalidad   | N.º | Jugadores |
| -------------- | --- | --- |
| Checoslovaquia | 1   | Jiří Hanke Hiron |
| Austria        | 1   | Rudi Strittich |
| Croacia        | 1   | Zvonko Monsider |
| Rumania        | 1   | Alejandro Negrescu |
| Yugoslavia     | 1   | Milos Dragolovich |
| Inglaterra     | 1   | George Saunders |
| Bolivia        | 1   | Carlos Trucco |
| Ecuador        | 1   | Edgar Lastre |
| México         | 1   | Uvaldo Luna |
| Japón          | 1   | Kotaro Hayashi |
| Venezuela      | 2   | Andrés Buendía y Henry Pernía |
| Perú           | 2   | Julio Edson Uribe y Manuel Rossi |
| Chile          | 2   | Víctor Solar y Héctor Tapia |
| Italia         | 3   | Corrado Contin, Alessandro Adam y Bruno Gerzelli |
| Paraguay       | 7   | Arístides del Puerto, Francisco Toledo, Obdulio Torres, Adolfino Cañete, Neri Franco, Edison Giménez y Marco Prieto |
| Brasil         | 8   | Nivaldo Peixoto, Marcelo Ramirez, Coronel, Caju, Luciano Martins, Quarentinha, Leandro Franco, Giovane y Lucas Sotero |
| Uruguay        | 10  | Marcelo Refresquini, Gustavo Rovero, Gerardo Priore, Gerardo Barranco, Juan Díaz, Daniel Martínez, Marcelo Olalde, Álvaro Escames, Gustavo Roverano y Gustavo Daniel Iturburo |
| Hungría        | 12  | Gyula Zsengellér, Gabriel Rakosky, Kalman Lami, Ladislao Magyar, Nicolás Hrotko, Jorge Marik, Ernest Sabeditch, Sándor Török, Gerro Hinduliak, Jozsef Samu, László Fűzesi y Josef Kajml |
| Argentina      | 44  | Fernando Martinuzzi, Esteban Pagoy, Ramon Zayas, Gerardo Lupo, Aníbal Domeneghini, Diego Cardozo, Mario Bianchi, Gerardo Corvalán, Facundo Tessoro, Cristian Carnero, Pablo Arce, Martin Morello, Pablo Azcurra, Jesús di Filippe, Raul Sola, Pedro Olaya, Hugo Rodríguez, Ramon Sosa, Miguel Sotelo, Eduardo Alderate, Juan Carlos Alarcon, Aníbal Perez, Alexander Corro, Sergio Caruso, Alberto Denis, Marcelo Ibañez, Claudio Paz, Eduardo Rotondi, Horacio Carra, José Cruz, Roberto del Prette, Alberto Godoy, Miguel Gette, Ángel Lema, Maximiliano Flotta, Jorge Ramoa, Luis Giribet, Guillermo Leyva, Omar Devanni, Gaston Moreira, Juan Manuel Quevedo, Brian Flores, Fernando Batiste y Horacio Ramírez |

Colombianos destacados
- Carlos Valderrama
- Alfredo Arango
- Carlos Arango
- Aurelio Palacios
- Alex Didi Valderrama
- Alberto Gamero
- Willman Alexander Aguirre Márquez
- Orlando Rafael Puentes
- Luis Zuleta
- Einer Viveros
- José Herrera
- Luis Fernando Fernández
- Erwin Carrillo
- Oliver Fula
- Melquiseded Navarro
- Ricardo Márquez
- Teddy Orozco

## Entrenadores

### Entrenadores campeones
| # | Entrenador              | Títulos                    |
| - | ----------------------- | -------------------------- |
| 1 | Antonio Julio de la Hoz | Primera A 1968             |
| 2 | Eduardo Julián Retat    | Triangular de ascenso 2001 |
| 3 | Carlos Silva            | Primera B 2021             |
| 4 | Jorge Luis Pinto        | Primera B 2024             |

### Listado histórico
Referencias:

### Listado histórico de entrenadores
| Entrenadores                              | Entrenadores                               | Entrenadores       | Entrenadores |
| Nacionalidad                              | Nombre                                     | Temporadas         |              |
| Deportivo Samarios                        | Deportivo Samarios                         | Deportivo Samarios |              |
| ----------------------------------------- | ------------------------------------------ | ------------------ | ------------ |
| Bandera de Hungría                        | Gyula Zsengellér                           | 1951-1952          |              |
| Unión Magdalena                           |                                            |                    |              |
| Bandera de Argentina                      | Gerardo Perazzo                            | 1953               |              |
| Bandera de Argentina                      | Orlando Troccoli                           | 1954               |              |
| El club estuvo desafilado ante la Dimayor | El club estuvo desafilado ante la Dimayor  | 1955               |              |
| Bandera de Colombia                       | Antonio Julio de la Hoz                    | 1956               |              |
| Bandera de Argentina                      | Vicente Gallina                            | 1956               |              |
| Bandera de Argentina                      | Rodolfo Orlandini                          | 1957               |              |
| El club estuvo desafilado ante la Dimayor | El club estuvo desafilado ante la Dimayor  | 1958               |              |
| Bandera de Argentina                      | Fernando Paternoster                       | 1959               |              |
| Bandera de Colombia                       | Antonio Julio de la Hoz                    | 1960               |              |
| El club estuvo desafilado ante la Dimayor | El club estuvo desafilado ante la Dimayor  | 1961-1962          |              |
| Bandera de Argentina                      | Rubén Deibe                                | 1963               |              |
| Bandera de Uruguay                        | Ricardo Díez                               | 1963-1964          |              |
| Bandera de Brasil                         | Gaudencio Thiago de Melo                   | 1965               |              |
| Bandera de Brasil                         | Walter Goulart da Silveira, “Santo Cristo” | 1966-1967          |              |
| Bandera de Colombia                       | Aurelio González                           | 1967               |              |
| Bandera de Colombia                       | Pablo Valderrama                           | 1967               |              |
| Bandera de Colombia                       | Vicente Sánchez                            | 1967               |              |
| Bandera de Colombia                       | Antonio Julio de la Hoz                    | 1968-1969          |              |
| Bandera de Paraguay                       | Porfirio Rolón                             | 1969               |              |
| Bandera de Colombia                       | Andrés Acosta                              | 1969               |              |
| Bandera de Colombia                       | Pablo Valderrama                           | 1969               |              |
| Bandera de Colombia                       | Vicente Sánchez                            | 1969-1970          |              |
| Bandera de Argentina                      | Hugo Sgrimaglia                            | 1970               |              |
| Bandera de Brasil                         | Walter Goulart da Silveira, “Santo Cristo” | 1971               |              |
| Bandera de Colombia                       | Pablo Valderrama                           | 1971               |              |
| Bandera de Colombia                       | Aurelio González                           | 1971               |              |
| Bandera de Yugoslavia                     | Branco Pekarski                            | 1971-1972          |              |
| Bandera de Colombia                       | Líder Toledo                               | 1972               |              |
| Bandera de Colombia                       | Antonio Julio de la Hoz                    | 1972               |              |
| Bandera de Colombia                       | Pablo Valderrama                           | 1972               |              |
| Bandera de Colombia                       | Edgar Barona                               | 1973               |              |
| Bandera de Argentina                      | Omar Lorenzo Devanni                       | 1973               |              |
| Bandera de Brasil                         | Marinho de Oliveira                        | 1974               |              |
| Bandera de Chile                          | Hernán Godoy                               | 1974               |              |
| Bandera de Argentina                      | Ovidio Casartelli                          | 1974               |              |
| Bandera de Colombia                       | Pablo Valderrama                           | 1974               |              |
| Bandera de Argentina                      | Omar Lorenzo Devanni                       | 1975               |              |
| Bandera de Colombia                       | Andrés Acosta                              | 1975               |              |
| Bandera de Colombia                       | Elio Rubén Montaño                         | 1976               |              |
| Bandera de Paraguay                       | César López Fretes                         | 1976               |              |
| Bandera de Chile                          | Francisco Hormazábal                       | 1977-1978          |              |
| Bandera de Argentina                      | Perfecto Rodríguez                         | 1979               |              |
| Bandera de Brasil                         | Walter Goulart da Silveira, “Santo Cristo” | 1980               |              |
| Bandera de Argentina                      | Perfecto Rodríguez                         | 1980-1982          |              |
| Bandera de Argentina                      | Jorge Castelli                             | 1983               |              |
| Bandera de Uruguay                        | Ricardo de León                            | 1983               |              |
| Bandera de Colombia                       | Hermenegildo Segrera                       | 1983-1984          |              |
| Bandera de Colombia · Bandera de Francia  | Eduardo Julián Retat                       | 1984-1985          |              |
| Bandera de Argentina                      | José Sasía                                 | 1986               |              |
| Bandera de Colombia                       | Jaime Fonseca                              | 1986               |              |
| Bandera de Colombia · Bandera de Francia  | Eduardo Julián Retat                       | 1987               |              |
| Bandera de Colombia                       | Pedro Nel Ospina                           | 1988               |              |
| Bandera de Colombia                       | Jorge Luis Pinto                           | 1988-1989          |              |
| Bandera de Colombia · Bandera de Francia  | Eduardo Julián Retat                       | 1990               |              |
| Bandera de Argentina                      | Daniel Silguero                            | 1991-1993          |              |
| Bandera de Colombia                       | Jorge Luis Pinto                           | 1994-1997          |              |
| Bandera de Colombia                       | Miguel Augusto Prince                      | 1997-1999          |              |
| Bandera de Colombia                       | Arturo Atencio                             | 1999               |              |
| Bandera de Colombia                       | Freddy Amazo                               | 1999               |              |
| Bandera de Colombia                       | Gabriel Jaime Gómez                        | 1999               |              |
| Bandera de Colombia · Bandera de Francia  | Eduardo Julián Retat                       | 2000-2004          |              |
| Bandera de Argentina                      | Rubén Flotta                               | 2004               |              |
| Bandera de Colombia                       | Carlos Vergara                             | 2005               |              |
| Bandera de Colombia                       | Lenis Falliace                             | 2005               |              |
| Bandera de Colombia · Bandera de Francia  | Eduardo Julián Retat                       | 2005               |              |
| Bandera de Colombia                       | Alberto Suárez                             | 2005               |              |
| Bandera de Colombia                       | Orlando Rojas                              | 2005               |              |
| Bandera de Colombia · Bandera de Francia  | Eduardo Julián Retat                       | 2006               |              |
| Bandera de Argentina                      | Rubén Flotta                               | 2007               |              |
| Bandera de Colombia                       | Carlos Silva                               | 2008-2010          |              |
| Bandera de Colombia                       | Arturo Boyacá                              | 2010               |              |
| Bandera de Colombia · Bandera de Francia  | Eduardo Julián Retat                       | 2011               |              |
| Bandera de Colombia                       | Carlos Silva                               | 2011-2012          |              |
| Bandera de Colombia                       | Víctor González Scott                      | 2012-2013          |              |
| Bandera de Colombia                       | Waldir Manga                               | 2013               |              |
| Bandera de Colombia                       | Fernando Velasco                           | 2014-2015          |              |
| Bandera de Colombia · Bandera de Francia  | Eduardo Julián Retat                       | 2015               |              |
| Bandera de Colombia                       | Carlos Silva                               | 2015-2016          |              |
| Bandera de Argentina                      | Gustavo Onaindia                           | 2017               |              |
| Bandera de Colombia                       | Nilton Bernal                              | 2017               |              |
| Bandera de Colombia                       | Harold Rivera Roa                          | 2017-2019          |              |
| Bandera de Colombia                       | Pedro Sarmiento                            | 2019               |              |
| Bandera de Colombia                       | Carlos Silva                               | 2019-2022          |              |
| Bandera de Argentina                      | Claudio Sergio Rodríguez                   | 2022               |              |
| Bandera de Colombia                       | David Ferreira                             | 2022               |              |
| Bandera de Argentina                      | Claudio Sergio Rodríguez                   | 2023               |              |
| Bandera de Colombia                       | Harold Rivera Roa                          | 2023               |              |
| Bandera de Colombia                       | Álvaro Hernández                           | 2024               |              |
| Bandera de Colombia                       | Jorge Luis Pinto                           | 2024-2025          |              |
| Bandera de Colombia                       | Alexis García                              | 2025               |              |

## Palmarés

### Torneos nacionales (3)
| Competición Nacional      | Títulos       | Subtítulos |
| ------------------------- | ------------- | ---------- |
| Categoría Primera A (1/0) | 1968          |            |
| Copa Colombia (0/1)       |               | 1989       |
| Categoría Primera B (2/2) | 2021-II, 2024 | 2000, 2018 |

### Otros torneos nacionales
- Triangular de Promoción (1): 2001.

### Torneos nacionales de Reservas
- Torneo Nacional de Reservas (2): 1967, 1979.
- Primera C: 1993.[156]
- Subcampeón del Torneo Nacional de Reservas: 1978.

## Participaciones Internacionales
| Competición                      | Año de participación |
| -------------------------------- | -------------------- |
| Copa Libertadores de América (1) | 1969.                |